# Фрідентальська волость
Фрідентальська волость — історична адміністративно-територіальна одиниця Олександрівського повіту Катеринославської губернії.
Станом на 1886 рік складалася з 5 поселень, 5 сільських громад. Населення — 688 осіб (340 чоловічої статі та 348 — жіночої), 100 дворових господарств.
|                     | Площа, десятин | У тому числі орної, дес. |
| ------------------- | -------------- | ------------------------ |
| Сільських громад    | —              | —                        |
| Приватної власності | 19388          | 8249                     |
| Казенної власності  | —              | —                        |
| Іншої власності     | —              | —                        |
| Загалом             | 19388          | 8249                     |

Основні поселення волості:
- Фріденталь — колонія німців при річці Терсі за 13 верст від повітового міста, 169 осіб, 22 двори, школа, лавка, рейнський погріб. За 8 верст — цегельний завод. За 24 версти — цегельний завод. За 14 верст — цегельний та черепичний завод.
- Зіберталь — колонія німців при Великому Ростовському Чумацькому шляху, 161 особа, 25 дворів, цегельний завод.
- Каролінфельд — колонія німців при яру Широкому, 62 особи, 10 дворів, школа.
- Розенфельд — колонія німців при яру Холодному, 95 осіб, 18 дворів, школа.
- Фріденфельд — колонія німців при річці Терсі, 201 особа, 25 дворів, школа, 2 цегельних заводи, рейнський погріб.